# 백야 (2012년 영화)
"백야"는 2012년에 개봉한 대한민국의 영화이다.

## 캐스팅
- 원태희 : 원규 역
- 이이경 : 태준 역
- 현성 : 도윤 역 (우정출연)